# Juneau (Wisconsin)
Juneau ist eine Stadt (mit dem Status „City“) und Verwaltungssitz des Dodge County im US-amerikanischen Bundesstaat Wisconsin. Im Jahr 2010 hatte Juneau 2814 Einwohner.

## Geografie
Juneau liegt im mittleren Südosten Wisconsins, rund 4 km westlich des Rock River, einem linken Nebenfluss des Mississippi. Die geografischen Koordinaten von Juneau sind 43°24′23″ nördlicher Breite und 88°42′12″ westlicher Länge. Das Stadtgebiet erstreckt sich über eine Fläche von 4,1 km².
Nachbarorte von Juneau sind Burnett (11,5 km nördlich), Horicon (9,9 km nordöstlich), Iron Ridge (16,4 km östlich), Hustisford (13,6 km südöstlich), Clyman (12,6 km südlich), Lowell (13,3 km südwestlich) und Beaver Dam (14,3 km nordwestlich).
Die nächstgelegenen größeren Städte sind Green Bay am Michigansee (156 km nordnordöstlich), Wisconsins größte Stadt Milwaukee (97,2 km südöstlich), Chicago in Illinois (228 km südsüdöstlich), Rockford in Illinois (150 km südsüdwestlich) und Wisconsins Hauptstadt Madison (74,3 km südwestlich).

## Verkehr
Von Westen nach Norden führt der Wisconsin Highway 26 durch die Stadt. Der Wisconsin Highway 115 beginnt in der Stadtmitte und verlässt Juneau in östlicher Richtung.
Die Stadt war an das Schienennetz der Chicago and North Western Railway angebunden, die Schienen wurden jedoch zurückgebaut und die Schottertrasse ist Teil des Wild Goose State Trail.
An der nördlichen Stadtgrenze befindet sich mit dem Dodge County Airport ein kleiner Flugplatz. Die nächsten Verkehrsflughäfen sind der Dane County Regional Airport in Madison (70,4 km südwestlich) und der Milwaukee Mitchell International Airport in Milwaukee (107 Kilometer südöstlich).

## Geschichte
Die Stadt Juneau ist nach Paul Juneau ihrem Gründer benannt. Dessen Vater Solomon Juneau, ist einer der Gründer Milwaukees.

## Demografische Daten
Nach der Volkszählung im Jahr 2010 lebten in Juneau 2814 Menschen in 852 Haushalten. Die Bevölkerungsdichte betrug 703,5 Einwohner pro Quadratkilometer. In den 852 Haushalten lebten statistisch je 2,46 Personen.
Ethnisch betrachtet setzte sich die Bevölkerung zusammen aus 93,2 Prozent Weißen, 3,6 Prozent Afroamerikanern, 0,4 Prozent amerikanischen Ureinwohnern, 0,9 Prozent Asiaten sowie 1,4 Prozent aus anderen ethnischen Gruppen; 0,5 Prozent stammten von zwei oder mehr Ethnien ab. Unabhängig von der ethnischen Zugehörigkeit waren 10,1 Prozent der Bevölkerung spanischer oder lateinamerikanischer Abstammung.
19,9 Prozent der Bevölkerung waren unter 18 Jahre alt, 65,9 Prozent waren zwischen 18 und 64 und 14,2 Prozent waren 65 Jahre oder älter. 43,9 Prozent der Bevölkerung war weiblich.
Das mittlere jährliche Einkommen eines Haushalts lag bei 43.313 USD. Das Pro-Kopf-Einkommen betrug 20.542 USD. 14,3 Prozent der Einwohner lebten unterhalb der Armutsgrenze.

## Bekannte Bewohner
- Hiram Barber (1835–1924) – republikanischer Abgeordneter des US-Repräsentantenhauses (1879–1881)[7] – praktizierte mehrere Jahre als Anwalt in Juneau
- Charles Billinghurst (1818–1865) – republikanischer Abgeordneter des US-Repräsentantenhauses (1855–1859)[8] – lebte lange in Juneau und ist hier beigesetzt[9]